# Cuzăplac
Cuzăplac (en hongrois Középlak) est une commune roumaine du județ de Sălaj, dans la région historique de Transylvanie et dans la région de développement du Nord-ouest.

## Géographie
La commune de Cuzăplac est située au sud du județ, sur le cours supérireur de la rivière Almaș, sur le plateau du Someș, à 46 km au sud-est de Zalău, le chef-lieu du județ.
Cuzăplac appartient à la région ethnographique rurale de Kalotaszeg, à l'identité autrefois très marquée.
La municipalité est composée des huit villages suivants (population en 2002) :
- Cubleșu (33) ;
- Cuzăplac (612), siège de la commune :
- Gălășeni (189) ;
- Mierța (185) ;
- Petrindu (523) ;
- Ruginoasa (121) ;
- Stoboru (22) ;
- Tămeșa (383).

## Histoire
La première mention écrite de la commune date de 1219 sous le nom de Cuzeplac.
La commune, qui appartenait au royaume de Hongrie, faisait partie de la principauté de Transylvanie et elle en a donc suivi l'histoire.
Après le compromis de 1867 entre Autrichiens et Hongrois de l'empire d'Autriche, la principauté de Transylvanie disparaît et, en 1876, le royaume de Hongrie est partagé en comitats. Cuzăplac intègre le comitat de Szilágy (Szilágymegye).
À la fin de la Première Guerre mondiale, l'Empire austro-hongrois disparaît et la commune rejoint la Grande Roumanie.
En 1940, à la suite du deuxième arbitrage de Vienne, elle est annexée par la Hongrie jusqu'en 1944. Elle réintègre la Roumanie après la Seconde Guerre mondiale.

## Politique
Le conseil municipal de Cuzăplac compte 11 sièges de conseillers municipaux. À l'issue des élections municipales de juin 2008, Mircea Pop (PSD) a été élu maire de la commune.
| Parti                                      | Nombre de conseillers |
| ------------------------------------------ | --------------------- |
| Parti social-démocrate (PSD)               | 8                     |
| Parti démocrate-libéral (PD-L)             | 1                     |
| Union démocrate magyare de Roumanie (UDMR) | 1                     |
| Parti national libéral (PNL)               | 1                     |

## Religions
En 2002, la composition religieuse de la commune était la suivante :
- Chrétiens orthodoxes, 74,41 % ;
- Réformés, 19,19 % ;
- Baptistes, 3,04 % ;
- Pentecôtistes, 1,64 %.

## Démographie
En 1910, à l'époque austro-hongroise, la commune comptait 3 319 Roumains (76,76 %), 880 Hongrois (20,35 %) et 11 Allemands (0,25 %).
En 1930, on dénombrait 3 606 Roumains (77,73 %), 805 Hongrois (17,35 %), 53 Juifs (1,14 %) et 173 Tsiganes (3,73 %).
En 1956, après la Seconde Guerre mondiale, 3 770 Roumains (79,96 %) côtoyaient 829 Hongrois (17,58 %) et 111 Tsiganes (2,35 %).
En 2002, la commune comptait 1 560 Roumains (75,43 %), 403 Hongrois (19,48 %) et 105 Tsiganes (5,07 %). On comptait à cette date 1 300 ménages et 1 060 logements.
| 1850  | 1880  | 1900  | 1910  | 1920  | 1930  | 1941  | 1956  | 1966  |
| ----- | ----- | ----- | ----- | ----- | ----- | ----- | ----- | ----- |
| 3 494 | 3 472 | 3 983 | 4 324 | 4 088 | 4 639 | 4 745 | 4 715 | 4 542 |

| 1977  | 1992  | 2002  | 2007  | - | - | - | - | - |
| ----- | ----- | ----- | ----- | - | - | - | - | - |
| 3 576 | 2 429 | 2 068 | 1 815 | - | - | - | - | - |

## Économie
L'économie de la commune repose sur l'agriculture et l'élevage. Le territoire communal recèle plusieurs mines (tourbe, albâtre, lignite) encore en exploitation malgré une forte teneur en soufre (7,15 %).

## Communications

### Routes
Cuzăplac est située sur la route nationale DN1G Jibou-Huedin qui permet de rejoindre les routes nationales DN1 (Route européenne 60) au sud et DN1F (Route européenne 81) au nord. La route régionale DJ108N se dirige vers le sud-est et le județ de Cluj.

## Lieux et monuments
- Stoboru, boues thérapeutiques.

- Petrindu, église réformée.

- Cubleșu, église orthodoxe en bois de la Résurrectino (Învierea Domnului) datant du XVIIIe siècle.